# Ciechanowice (gromada)
Ciechanowice – dawna gromada, czyli najmniejsza jednostka podziału terytorialnego Polskiej Rzeczypospolitej Ludowej w latach 1954–1972.
Gromady, z gromadzkimi radami narodowymi (GRN) jako organami władzy najniższego stopnia na wsi, funkcjonowały od reformy reorganizującej administrację wiejską przeprowadzonej jesienią 1954 do momentu ich zniesienia z dniem 1 stycznia 1973, tym samym wypierając organizację gminną w latach 1954–1972.
Gromadę Ciechanowice z siedzibą GRN w Ciechanowicach utworzono – jako jedną z 8759 gromad na obszarze Polski – w powiecie kamiennogórskim w woj. wrocławskim, na mocy uchwały nr 16/54 WRN we Wrocławiu z dnia 2 października 1954. W skład jednostki weszły obszary dotychczasowych gromad Ciechanowice i Wieściszowice ze zniesionej gminy Marciszów w tymże powiecie. Dla gromady ustalono 20 członków gromadzkiej rady narodowej.
31 grudnia 1961 gromadę zniesiono, a jej obszar włączono do gromady Marciszów w tymże powiecie.